# Сімхаварман III
Джая Сімхаварман III (जयसिंहवर्मन् ४; д/н — 1307) — раджа-ді-раджа Чампи в 1288–1307 роках. У в'єтнамських джерелах відомий як Те Ман, в китайських — Пу Ті.

## Життєпис
Походив з Одинадцятої династії Чампи. Старший син раджа-ді-раджа Індравармана V і Гаурендраксмі. При народженні звався Хариджит. Замолоду отримав титул раджи. 1282 року разом з батьком організовував опір юаньській армії на чолі із Согету. Хариджит спочатку дипломатією домігся припинення бойових дій, а потім очолив партизанську війну, яка зрештою привела до відведення монгольських військ. Согету спочатку запросив у імператора Хубілая підкріплення, але в 1284 році, не дочекавшись того, відплив назад. Того ж року Согету вдерся на північ Чампи через повіти Ботінь, Нгеан. Але невдовзі він зазнав поразки від Дайв'єту й загинув.
Хариджит до смерті батька 1287 року допомагав відновлювати державу. За цим спадкував владу, прийнявши ім'я Сімхаварман III. 1288 року визнав номінальну зверхність юанського імператора Хубілая і сплачувати тому данину. Втім жодного разу не прибув до Ханбалику. 1292 року харчами та вантажними суднами допоміг юанській армії під час вторгнення на Яву.
Після 1295 року уклав політичні союзи з Чан Нян Тонгом, володарем Дайв'єту, і Раден Віджаєю, магараджею Маджапагіта, скріпивши угоди шлюбами з доньками цих правителів. При цьому в обмін передав Дайв'єту північні провінції Вуяр і Улік (в'єтнаською — Чау О і Чау Лі).
В результаті вправної дипломатії в наступні роки зберігав мир з сусідами. Помер Сімхаварман III 1307 року. Йому спадкував син Сімхаварман IV.